# Кук, Кэссиди
Кэссиди Кук (англ. Kassidy Cook; род. 9 мая 1995, Плантейшен, Флорида) — американская прыгунья в воду, серебряный призёр летних Олимпийских игр 2024 года. Участница летних Олимпийских игр 2016 и 2024 годов.

## Биография
Кэссиди Кук родилась в 1995 году в Плантейшене, штат Флорида, в США. Пятый ребёнок в семье Кевина и Лоры Кук. Прыжками в воду занимается с четырёхлетнего возраста. Кэссиди окончила среднюю школу Вудлендс в 2013 году и Стэнфордский университет в 2018 году.
В 2016 году принимала участие в летних Олимпийских играх в Рио-де-Жанейро. В соревнованиях на трёхметровом трамплине не смогла квалифицироваться в финал, заняла итоговое тринадцатое место, набрав в полуфинале 304,35 баллов.
На летних олимпийских играх в Париже, в синхронных прыжках с трёхметрового трамплина стала серебряным призёром олимпийского турнира. Её партнёршей была Сара Бэкон, а итоговый результат составил — 314,64 балла.